# Chrysomyxa abietis
Chrysomyxa abietis är en svampart som först beskrevs av Carl (Karl) Friedrich Wilhelm Wallroth, och fick sitt nu gällande namn av Franz Unger 1840. Chrysomyxa abietis ingår i släktet Chrysomyxa och familjen Coleosporiaceae.   Inga underarter finns listade i Catalogue of Life.